# Empath (Marvel Comics)
Empath, il cui vero nome è Manuel Alfonso Rodrigo de la Rocha, è un personaggio dei fumetti creato da Chris Claremont (testi) e Sal Buscema (disegni), pubblicato dalla Marvel Comics. Apparso per la prima volta sulle pagine di New Mutants (prima serie) n. 16 (giugno 1984).
Empath è stato uno dei primi studenti reclutati da Emma Frost, ai tempi in cui dirigeva la Massachusetts Academy, entrato poi a far parte dei Satiri, squadra rivale dei Nuovi Mutanti di Xavier.

## Biografia del personaggio

### Origini
Mutante spagnolo, Manuel fu uno dei primi studenti della Massachusetts Academy gestita da Emma Frost. Formata una squadra di giovani mutanti, i Satiri, da contrapporre ai Nuovi Mutanti di Xavier, Emma li utilizzò in svariate missioni anche per conto del Club infernale. Diversamente dagli altri, l'indole di Manuel, così simile a quella della sua mentore, lo portò a cercare di scoprire il più possibile sul suo conto, anche violandone la psiche. Violazione subito notata da Emma e per la quale furono chieste spiegazioni, e che portarono, durante la discussione che ne seguì, all'associazione, da parte di Manuel, della figura della donna a quella di un pezzo di ghiaccio. Tempo dopo, assieme a Warpath, Magma e Firestar, Empath è stato uno dei pochi Satiri a sopravvivere all'attacco del viaggiatore temporale Trevor Fitzroy. A causa del suo potere, Emma lo utilizzò per manipolare Magneto al fine di far passare alcuni Nuovi Mutanti nella sua scuola, trasferimento reso semplice anche dal trauma subito dal gruppo per mano dell'entità cosmica Beyonder. Durante questo periodo, conobbe Amara Aquilla, per la quale sviluppò un profondo sentimento, tanto ricambiato dalla giovane che decise di portarlo con sé quando tornò a Nova Roma, sua città natale. Tuttavia, una volta giunti sul posto, la relazione terminò poiché Amara comprese che il ragazzo stava utilizzando i suoi poteri per manipolare le emozioni di lei.
Questo sottile legame di amore-odio fra i due persiste ancora oggi.

### Decimazione
Tempo dopo, Empath si unì alla X-Corporation con sede a Los Angeles dove fu più tardi raggiunto dalla stessa Magma. A seguito della decimazione dell'M-Day, è stato uno dei pochi mutanti a mantenere i propri poteri.
Passati pochi giorni dal cambio di realtà imposto da Scarlet, fu inviato in Sud America al fine di riportare una Magma fuori controllo, sconvolta dalla morte del fidanzato, di nuovo allo Xavier Institute. Assolto il proprio compito fu nuovamente accusato di manipolare le emozioni della ragazza, quando invece si scoprì che era il mutante Johnny Dee a controllare alcuni dei 198 per fare in modo che uccidessero Mr. M.

### Setta infernale
Empath ritorna in scena nei meandri di San Francisco alla guida della Setta infernale, gruppo di umani emozionalmente manipolati dai suoi poteri, contrari alla presenza mutante in città e rei di numerosi crimini contro di loro, dai pestaggi agli incendi di auto e palazzi. Tuttavia, lo stesso Empath pare soggiogato ai voleri di una misteriosa donna, con la quale intrattiene una relazione sessuale sadomasochistica, chiamata Regina Rossa. La donna gli impone di darle informazioni circa la sua ex-mentore Emma Frost, dalla quale Manuel è attratto, allo scopo apparente di sedurre Scott assumendo le sembianze della bionda telepate. Non appena gli X-Men fanno irruzione all'interno del quartier generale della Setta Infernale Empath fugge a bordo di una moto con la quale percorre l'intera città, facendo saturare le emozioni dei suoi abitanti, inseguito da Wolverine, Nightcrawler, Tempesta e Angelo, prima di venire fermato da Pixie che gli conficca in testa la sua Lama dell'Anima, rendendolo cieco e facendo scemare i suoi poteri.

## Poteri e abilità
Empath possiede l'abilità di avvertire e manipolare le emozioni altrui, siano essi umani o animali. I suoi poteri hanno effetto sia su numerosi gruppi d'individui che su singole persone, e possono variare da un leggero controllo mentale, che permette alla vittima di avvertire su di sé una manipolazione esterna, ad una lobotomizzazione completa che lascia le vittime in uno stato di assoluta assuefazione alla sua volontà. In dettaglio, i suoi poteri operano sovrapponendo le proprie onde cerebrali a quelle altrui.